# Objeto transicional

(a) Mamá, (b) niño, (1) ilusión, (2) objeto transicional.

Un objeto de confort, más formalmente llamado objeto transicional, objeto de apego o de consuelo, es aquel que se utiliza para proporcionar consuelo psicológico, especialmente en situaciones inusuales o difíciles, como también a la hora de dormir de los niños. Entre los más pequeños, el objeto de consuelo puede ser una manta o un juguete que es susceptible de recibir un nombre.

## En psicología infantil
En el desarrollo infantil humano, se usa normalmente el término objeto transicional, para referirse a un elemento que ocupa el lugar del vínculo madre-hijo. Algunos ejemplos comunes son las muñecas, los osos de peluche o las mantas.  
El psicoanalista inglés Donald Woods Winnicott introdujo los conceptos de objetos transicionales y “experiencia transicional” para referirse a una secuencia de desarrollo particular. Con “transición”, Winnicott indica una fase de desarrollo intermedia entre la realidad psíquica y la externa. En este “estado de transición” se encuentra el objeto transicional.
Cuando el niño comienza a separar el “yo” del “no-yo” y evoluciona a una fase de relativa independencia, utiliza objetos transicionales. En esta fase, la madre le trae el mundo al niño, lo que le proporciona un momento de ilusión, o creencia de que su propio deseo es suficiente para que se materialice el objeto que anhela, lo que le aporta satisfacción. Winnicot denomina esta fase omnipotencia subjetiva, junto a la cual subyace una realidad objetiva, que constituye la conciencia que tiene el niño de la separación entre él mismo y los objetos anhelados. Mientras que, en la experiencia de omnipotencia subjetiva el niño siente que sus deseos crean satisfacción; en la experiencia de realidad objetiva el niño busca de forma independiente los objetos de deseo.
Más adelante, el niño se da cuenta de que la madre es una entidad separada, lo que implica que ha perdido algo y le hace comprender que depende de los demás, con lo que pierde la idea de independencia, lo que conlleva frustración y ansiedad. La madre no siempre puede estar ahí para el bebé. Fantaseando con el objeto de sus deseos, el niño encontrará consuelo. En este proceso puede utilizarse un objeto transicional, que suele ser la primera posesión "no mía" que realmente pertenece al niño. Puede ser un objeto real, como una manta, pero otros "objetos", como una melodía o una palabra, también pueden cumplir esta función. Este objeto representa todos los componentes de la "maternidad", y significa que el propio niño es capaz de crear lo que necesita. Permite al niño mantener un vínculo fantasioso con la madre cuando esta se separa en períodos de tiempo cada vez más largos. El objeto transicional es importante en el momento de irse a dormir y como defensa contra la ansiedad. 
En una fase posterior del desarrollo, el niño ya no necesita el objeto transicional. Es capaz de distinguir entre "yo" y "no-yo". Este desarrollo provoca que en etapas más avanzadas de la vida use y se  sirva  de ilusiones, símbolos u otros objetos, como sustitutos del objeto de confort.
Richard H. Passman y sus colaboradores investigaron este tema con niños en la Universidad de Milwaukee, Wisconsin. Demostraron que las mantas de seguridad hacen honor a su nombre dado que en efecto proporcionan seguridad al niño lo que les puede ayudar a adaptarse a nuevas situaciones, facilitar su aprendizaje y ajustarse a las evaluaciones de médicos y psicólogos clínicos ya que, no hay nada anormal en estar apegado a ellas. El objeto se utiliza habitualmente como consuelo psicológico para niños con ansiedad por separación o un fuerte miedo a la oscuridad.

## Uso terapéutico

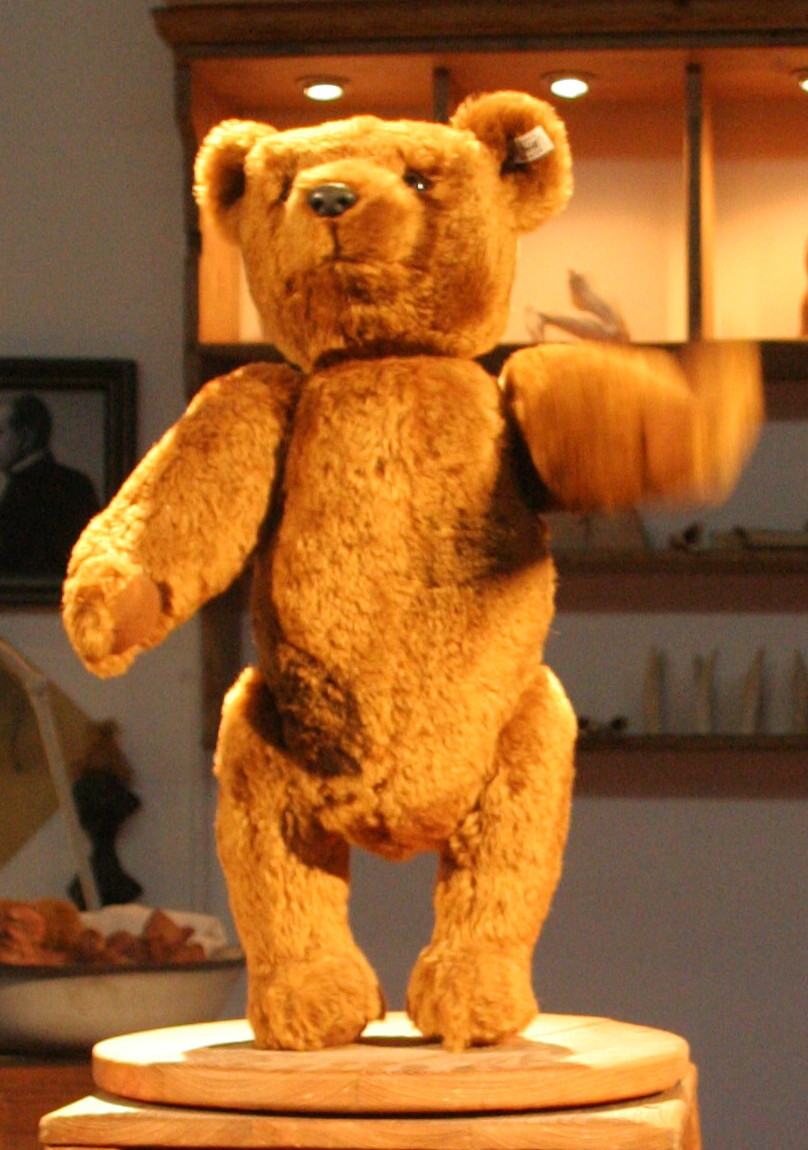
Replica of the teddy 55PB of Steiff

Los vehículos de emergencia y los coches patrulla, a veces, están equipados con peluches para dar a las víctimas de accidentes de tráfico o personas en situaciones traumáticas, y así brindarles consuelo.
A menudo, las organizaciones benéficas proporcionan objetos de apego a los supervivientes de catástrofes. Por ejemplo, en los atentados del 11 de septiembre, el estado de Oklahoma y otras organizaciones enviaron más de sesenta mil animales de peluche a Nueva York, que fueron distribuidos entre los niños de las escuelas afectadas por el atentado, organizaciones de apoyo a las familias y parques de bomberos.

## Uso en adultos
Los adultos también pueden utilizar objetos de confort. Muchos consideran que la comodidad que proporcionan las mantas de seguridad es esencial para su bienestar mental y emocional. Según una encuesta realizada por la empresa Travelodge en 2011, cerca del 35% de los adultos británicos duermen con un osito de peluche.
La idea de objeto transicional puede incluir también representaciones de la propia familia, el hogar y la cultura, que ayudan a hacer frente a la soledad, como por ejemplo, imágenes, recuerdos, discos e incluso obras de arte. Las personas pueden recurrir a estos objetos durante períodos de transición como la asimilación de un nuevo lugar, o cuando sufren un trauma o una pérdida significativa.

## Uso en otras culturas
Algunos investigadores han observado que la incidencia de este comportamiento varía en función de la cultura en la que el niño se haya criado, y es más común en aquellas en las que los infantes pasan menos tiempo en contacto con sus madres. El uso de estos objetos es muy habitual en Occidente, con tasas que alcanzan hasta un 60%. En un estudio realizado por el psiquiatra Michael Hong, se descubrió que alrededor de un 50% de los niños estadounidenses y sólo un 20% de los niños coreanos, utilizan un objeto transicional. Muchos estudios indicaron que la forma de educar a los niños influye también en el grado de apego a un objeto transicional, como en la propia elección del objeto.  

## Objetos comunes
Dentro de los objetos de apego más comunes se incluyen los chupetes, los kombolói, las mantas pesadas, una serie de pulseras de cuentas o los amuletos de la suerte.

## Cultura popular
El término objeto transicional se hizo popular en la tira cómica Peanuts, comúnmente conocido como Snoopy, creado por el historietista estadounidense Charles M. Schulz. Este le otorgó al personaje de Linus Van Pelt una manta a la cual llamaba su “manta de seguridad y felicidad”. Sin embargo, el concepto ya existía anteriormente. 
Desde 1920, a las mantas que se usaban para cubrir a los niños y evitar que se cayeran de la cama al dormir se les denominaba mantas de seguridad o de sujeción.